# Billy Cook (labdarúgó, 1940)
Billy Cook (Galston, Skócia, 1940. június 26. – 2017. július 2.) skóciai születésű válogatott ausztrál labdarúgó, hátvéd.

## Pályafutása
1958 és 1962 között a Kilmarnock labdarúgója volt, majd Ausztráliában telepedett le. 1963 és 1969 között a Port Melbourne Slavia csapatában szerepelt.
1965 és 1967 között hét alkalommal szerepel az ausztrál válogatottban.